# 영파씨
영파씨(永帕斯, YOUNG POSSE)는 체계적인 아티스트 기획 및 제작 시스템을 바탕으로 핑클, 카라 등을 탄생시킨 DSP미디어와 국내 대표 K팝 그룹들의 앨범을 프로듀싱해 온 프로듀서 겸 가수 키겐이 설립한 비츠엔터테인먼트와 함께 제작하는 5인조 신인 걸그룹이다.

## 구성원
| 이름   | 소개 |
| ------ | --- |
| 정선혜 | - 생년월일 : 2004년 4월 12일(21세) - 국적 : 대한민국 경기도 양평군 - 활동기간 : 2023년 10월 18일 ~ 현재                             |
| 위연정 | - 생년월일 : 2004년 9월 1일(20세) - 국적 : 대한민국 서울특별시 용산구 이태원동 - 활동기간 : 2023년 10월 18일 ~ 현재                 |
| 지아나 | - 본명 : 노지현 - 생년월일 : 2006년 2월 2일(19세) - 국적 : 대한민국 부산광역시 동래구 - 활동기간 : 2023년 10월 18일 ~ 현재          |
| 도은   | - 본명 : 김도은 - 생년월일 : 2007년 12월 24일(17세) - 국적 : 대한민국 서울특별시 강서구 화곡동 - 활동기간 : 2023년 10월 18일 ~ 현재 |
| 한지은 | - 생년월일 : 2009년 11월 5일(15세) - 국적 : 대한민국 서울특별시 성동구 행당동 - 활동기간 : 2023년 10월 18일 ~ 현재                  |

## 음반

### EP
- 2023년 10월 18일 《MACARONI CHEESE EP》
- 2024년 3월 20일 《XXL EP》
- 2024년 8월 21일 《ATE THAT》
- 2025년 8월 14일 《Growing Pain pt.1 : FREE》

### 디지털 싱글
- 2024년 2월 4일 《YOUNG POSSE UP》
- 2024년 6월 26일 《On My Scars》
- 2024년 12월 13일 《ㄱㅓ리에서...(Street Carol...)(With 존박)》

### 디지털 정규
- 2024년 10월 18일 《Year 1 : We Still Loading》

### 스페셜 앨범
- 2025년 3월 2일 《COLD》

## 수상 목록
- 2024년 케이 월드 드림 어워즈 K월드 드림 베스트 뮤직비디오상
- 2025년 32주년 한터뮤직어워즈 블루밍 퍼포먼스 그룹상
- 2025년 제1회 디 어워즈 디 어워즈 드림즈 실버 라벨상
- 2025년 제1회 디 어워즈 디스커버리 올해의 발견상